# Знаменский район (Омская область)
Зна́менский райо́н — административно-территориальная единица (район) и муниципальное образование (муниципальный район) на севере Омской области России.
Административный центр — село Знаменское.

## География
Площадь района — 3700 км². Основные реки — Иртыш, Оша, Шиш, Большой Аёв, Большой Нягов. В районе озёра Изюк, Имшитык.

## История
Район образован в мае 1925 года путём преобразования Знаменской укрупнённой волости Тарского уезда Омской губернии. Район вошёл в Тарский округ Сибирского края.
В 1925 году из Завьяловского сельского совета выделены Авякский, Богдановский, Слободо-Аёвский. Из Атирского сельского совета выделены Боровской и Быганский. Из Знаменского сельского совета выделены Богочановский, Крапивский, Щербаковский. Чередовский сельский совет выделен из Пушкарёвского. Из Финовского сельского совета выделены Новотроицкий, Ориковский, Уртягский. Из Новопокровского сельского совета выделен Чиганинский. Из Новоягодинского сельского совета выделен Новошиштомакский. Из Петровского сельского совета выделен Чекрушанский. Из Шуховского сельского совета выделен Тузаклинский.
На 1926 год в районе насчитывалось 38 сельских советов, 339 населённых пунктов, 7527 хозяйств.
В июне 1929 года был ликвидирован Тарский округ. Входившие в него районы присоединены к Омскому округу.
В июле 1929 года район был ликвидирован:
- 26 сельских советов передано в Тарский район (Атирский, Богдановский, Большетунзинский, Боровской, Бутаковский, Быганский, Васисский, Вставский, Знаменский, Качуковский, Князевский, Крапивский, Ложниковский, Мартюшевский, Новотроицкий, Оноринский, Петровский, Пушкарёвский, Сибиляковский, Слободо-Аёвский, Соускановский, Старовасильевский, Уртягский, Финовский, Чекрушанский, Щербаковский).
- 8 сельских советов передано в Тевризский район (Богочановский, Ларионовский, Новопокровский, Новошиштомакский, Новоягодинский, Тузаклинский, Чиганинский, Шуховский).
- 3 сельских совета передано в Рыбинский район (Авякский, Завьяловский, Ориковский)[9].

В мае 1934 года был восстановлен Знаменский район из оставшейся территории ликвидированного Тарского округа Западно-Сибирского края:
- 23 сельских совета передано из Тарского района (Атирский, Богдановский, Богочановский, Большетунзинский, Боровской, Бутаковский, Васисский, Егоровский, Знаменский, Имшегальский, Качуковский, Князевский, Ложниковский, Мартюшевский, Пушкарёвский, Самсоновский, Сеитовский, Старовасильевский, Сырбашкинский, Фёдоровский, Финовский, Чекрушанский, Щербаковский).
- 4 сельских совета передано из Тевризского района (Ларионовский, Новопокровский, Новоягодинский, Шуховский).
- 2 сельских совета передано из Большеуковского района (Авякский, Завьяловский)[10].

В июле 1934 года расположенная по течению реки Ягыл-Яг территория Каргасокского района Нарымского округа передана в Знаменский район Тарского округа.
В ноябре 1934 года центр Качуковского сельского совета перенесён из посёлка Усть-Тамак в село Качуково. Центр Богочановского сельского совета перенесён из села Богочаново в село Якушино. Из Авякского сельского совета выделен Завьяловский.
В декабре 1934 года район вошёл в Омскую область.
В январе 1935 года из района были переданы сельские советы в образованные районы:
- 4 сельских совета передано в Седельниковский район (Егоровский, Мартюшевский, Сырбашнинский, Фёдоровский).
- 4 сельских совета передано в Тарский район (Ложниковский, Самсоновский, Сеитовский, Чекрушанский).
- 1 сельский совет передан в Колосовский район (Коноваловский)[14].

В марте 1935 года Завьяловский сельский совет ликвидирован.
В декабре 1935 года район вошёл в Тарский округ, восстановленный для удобства управления удалёнными северными районами области.
В 1936 году насчитывалось 168 населённых пунктов, 21 сельский совет, 124 колхоза, 1 МТС, 86 начальных школ, 6 неполных средних школ, 1 средняя школа, 9 клубных учреждений, 1 больница, 1 амбулатория. Площадь 14341 квадратный километр.
На 1 января 1938 года площадь района составляла 14300 квадратных километров, насчитывался 21 сельский совет. Расстояние до центра округа 53 километра. Расстояние до ближайшей железнодорожной станции Любинской 328 километров.
В ноябре 1940 года был упразднён Тарский округ. Район был передан в прямое подчинение Омской области.
В декабре 1940 года в образованный Васисский район было передано 7 сельских советов (Атирский, Большетунзинский, Боровской, Васисский, Имшегальский, Князевский, Старовасильевский).
К 1 января 1941 года в районе насчитывалось 14 сельских советов. Площадь района равнялась 14400 квадратных километров. Расстояние до центра области 370 километров.
В 1944 году из Бутаковского сельского совета выделен Пологрудовский.
К 1 января 1947 года в районе насчитывалось 14 сельских советов. Площадь района равнялась 14400 квадратных километров. Расстояние до ближайшей железнодорожной станции Любинской 328 километров. Расстояние до Омска 370 километров.
В 1954 году Авякский сельский совет присоединён к Богдановскому с образованием Завьяловского сельского совета. Щербаковский сельский совет присоединён к Знаменскому. Пушкарёвский сельский совет переименован в Кондрашинский с переносом центра в село Кондрашино. Новопокровский сельский совет присоединён к Новоягодинскому.
В 1958 году Финовский сельский совет переименован в Котовщиковский с переносом центра в село Котовщиково. Богочановский сельский совет переименован в Якушинский.
В 1959 году Кондрашинский сельский совет присоединён к Шуховскому. Котовщиковский сельский совет присоединён к Чередовскому.
В 1962 году из ликвидированного Большеуковского района было передано 11 сельских советов (Белогривский, Большеуковский, Верхнеуковский, Еланский, Орловский, Становский, Тарбажинский, Усть-Тавинский, Фирстовский, Форпостский, Чебаклинский).
В 1963 году Усть-Тавинский сельский совет переименован в Савиновский. Якушинский сельский совет переименован в Семёновский с переносом центра из села Якушино в село Семёновка. Еланский сельский совет переименован в Листвяжинский с переносом центра из села Еланка в село Листвяги.
В 1965 году в восстановленный Большеуковский район было передано 11 сельских советов (Белогривский, Большеуковский, Верхнеуковский, Листвяженский, Орловский, Савиновский, Становский, Тарбажинский, Фирстовский, Форпостский, Чебаклинский).
В 1981 году Ларионовский сельский совет присоединён к Новоягодинскому.
К 1987 году ближайшая железнодорожная станция Любинская в 328 километрах. Расстояние до Омска 351 километр.
На 1 марта 1991 года в районе насчитывалось 8 сельских советов, 42 населённых пункта в сельской местности. Территория района 3600 километров. Население района 15046 человек. Расстояние до Омска 351 километр. Действовало 3 совхоза («Завьяловский», «Северный», «Шуховский»), 5 колхозов («Ленинский Путь», «Путь коммунизма», им. XXII партсъезда, «Октябрь», «Сибиряк»).
В 1993 году сельские советы упразднены.
В 2003 году введены сельские округа.
В 2007 году название деревни Финны изменено на Фины.
На 1 января 2009 года в районе насчитывалось 8 сельских округов, 40 сельских населённых пунктов.

## Население
| 1926    | 1959    | 1970    | 1979    | 1989    | 2002    | 2009    | 2010    | 2011    |
| ------- | ------- | ------- | ------- | ------- | ------- | ------- | ------- | ------- |
| 38 889  | ↘17 744 | ↘15 888 | ↘13 912 | ↗15 046 | ↘13 876 | ↘13 257 | ↘12 427 | ↘12 380 |
| 2012    | 2013    | 2014    | 2015    | 2016    | 2017    | 2018    | 2019    | 2020    |
| ↘12 150 | ↘12 012 | ↘11 854 | ↘11 654 | ↘11 518 | ↘11 475 | ↘11 336 | ↘11 236 | ↘11 098 |
| 2021    | 2023    |         |         |         |         |         |         |         |
| ↘10 116 | ↘9906   |         |         |         |         |         |         |         |

По Всесоюзной переписи населения 17 декабря 1926 года в районе проживало 38927 человек в сельской местности (18855 м — 20072 ж). Крупные национальности: русские, белорусы, латыши, эстонцы, поляки, чуваши, финны, татары, пермяки, зыряне.
По Всесоюзной переписи населения 15 января 1959 года в районе проживало 17744 человека в сельской местности (8063 м — 9681 ж).
По Всесоюзной переписи населения 15-22 января 1970 года в районе проживало 15888 человек в сельской местности (7367 м — 8521 ж).
По Всесоюзной переписи населения 17 января 1979 года в районе проживало 13912 человек в сельской местности (6546 м — 7366 ж).
По Всесоюзной переписи населения 12-19 января 1989 года в районе проживало 15046 человек в сельской местности (7306 м — 7740 ж).
По Всероссийской переписи населения 9 октября 2002 года в районе проживало 13876 человек в сельской местности (6611 м — 7265 ж).
По Всероссийской переписи населения 14-25 октября 2010 года в районе проживало 12427 человек (5898 м — 6529 ж). В процентном отношении 47,5 % мужчин, 52,5 % женщин.

### Национальный состав
По Всероссийской переписи населения 2010 года
| Национальность  | Численность населения, чел. | доля от населения |
| --------------- | --------------------------- | ----------------- |
| Казахи          | 10                          | 0,08              |
| Немцы           | 119                         | 0,96              |
| Русские         | 11258                       | 90,59             |
| Татары          | 773                         | 6,22              |
| Украинцы        | 64                          | 0,52              |
| Прочие нации    | 203                         | 1,63              |
| Итого по району | 12427                       | 100,00            |

## Муниципально-территориальное устройство
В Знаменском районе 40 населённых пунктов в составе восьми сельских поселений:
| № | Сельские поселения                | Административный центр | Количество населённых пунктов | Население | Площадь, км2 |
| - | --------------------------------- | ---------------------- | ----------------------------- | --------- | ------------ |
| 1 | Бутаковское сельское поселение    | село Бутаково          | 5                             | ↗543      | 281,36       |
| 2 | Завьяловское сельское поселение   | село Завьялово         | 5                             | ↘896      | 759,78       |
| 3 | Знаменское сельское поселение     | село Знаменское        | 4                             | ↘5723     | 167,27       |
| 4 | Качуковское сельское поселение    | село Качуково          | 4                             | ↘450      | 690,21       |
| 5 | Новоягодинское сельское поселение | село Новоягодное       | 6                             | ↘606      | 796,44       |
| 6 | Семёновское сельское поселение    | село Семёновка         | 5                             | ↘604      | 143,54       |
| 7 | Чередовское сельское поселение    | село Чередово          | 5                             | ↘324      | 429,61       |
| 8 | Шуховское сельское поселение      | село Шухово            | 6                             | ↘760      | 382,39       |

| №  | Населённый пункт | Тип     | Население | Муниципальное образование         |
| -- | ---------------- | ------- | --------- | --------------------------------- |
| 1  | Авяк             | деревня | ↘255      | Завьяловское сельское поселение   |
| 2  | Айлинка          | деревня | ↘20       | Новоягодинское сельское поселение |
| 3  | Александрино     | деревня | ↘12       | Чередовское сельское поселение    |
| 4  | Богочаново       | деревня | ↘41       | Семёновское сельское поселение    |
| 5  | Бояркино         | деревня | ↘0        | Завьяловское сельское поселение   |
| 6  | Бутаково         | село    | ↘294      | Бутаковское сельское поселение    |
| 7  | Завьялово        | село    | ↘840      | Завьяловское сельское поселение   |
| 8  | Заготзерно       | посёлок | ↗128      | Знаменское сельское поселение     |
| 9  | Знаменское       | село    | ↘5223     | Знаменское сельское поселение     |
| 10 | Качуково         | село    | ↘464      | Качуковское сельское поселение    |
| 11 | Киселево         | деревня | ↘414      | Знаменское сельское поселение     |
| 12 | Кондрашино       | деревня | ↘199      | Шуховское сельское поселение      |
| 13 | Копейкино        | деревня | ↘204      | Бутаковское сельское поселение    |
| 14 | Котовщиково      | деревня | ↘138      | Чередовское сельское поселение    |
| 15 | Курманово        | деревня | ↘71       | Бутаковское сельское поселение    |
| 16 | Ларионовка       | село    | ↘10       | Новоягодинское сельское поселение |
| 17 | Липовка          | деревня | ↘64       | Шуховское сельское поселение      |
| 18 | Максим Горький   | деревня | ↘9        | Качуковское сельское поселение    |
| 19 | Малая Кова       | деревня | ↘54       | Качуковское сельское поселение    |
| 20 | Малобутаково     | деревня | ↘92       | Шуховское сельское поселение      |
| 21 | Малочередово     | деревня | ↘14       | Шуховское сельское поселение      |
| 22 | Мамешево         | деревня | ↘112      | Бутаковское сельское поселение    |
| 23 | Никольск         | деревня | ↘138      | Чередовское сельское поселение    |
| 24 | Новопокровка     | деревня | ↘0        | Новоягодинское сельское поселение |
| 25 | Новоягодное      | село    | ↘427      | Новоягодинское сельское поселение |
| 26 | Поляки           | деревня | →0        | Завьяловское сельское поселение   |
| 27 | Пушкарёво        | деревня | ↘128      | Семёновское сельское поселение    |
| 28 | Семёновка        | село    | ↘498      | Семёновское сельское поселение    |
| 29 | Слобода          | деревня | ↘335      | Завьяловское сельское поселение   |
| 30 | Солдатка         | деревня | ↘176      | Семёновское сельское поселение    |
| 31 | Таборы           | деревня | ↘78       | Новоягодинское сельское поселение |
| 32 | Тузаклы          | деревня | ↘121      | Шуховское сельское поселение      |
| 33 | Усть-Тамак       | деревня | ↘163      | Качуковское сельское поселение    |
| 34 | Усть-Шиш         | посёлок | ↘517      | Новоягодинское сельское поселение |
| 35 | Фины             | деревня | ↘0        | Чередовское сельское поселение    |
| 36 | Чередово         | село    | ↘317      | Чередовское сельское поселение    |
| 37 | Шухово           | село    | ↘721      | Шуховское сельское поселение      |
| 38 | Щербаково        | деревня | ↘42       | Знаменское сельское поселение     |
| 39 | Юрлагино         | деревня | ↘8        | Бутаковское сельское поселение    |
| 40 | Якушино          | деревня | ↘29       | Семёновское сельское поселение    |

Исчезнувшие населённые пункты
- Бояркино — деревня
- Кукса — деревня
- Никитино — деревня
- Поляки — деревня
- Тайга — деревня (1860—1920)

## Достопримечательности
Памятники истории, архитектуры, археологии и монументального искусства
- Памятник воинам-землякам, погибшим в годы Великой Отечественной войны 1941—1945 годы, ул. Ленина село Знаменское
- Памятник В. И. Ленину, установлен в 1967 году, ул. Ленина село Знаменское
- Братская могила партизан, расстрелянных белогвардейцами в 1919, бывшая деревня Кукса
- Братская могила партизан, расстрелянных белогвардейцами в 1919, село Новоягодное
- Устье реки Шиш — южный пункт на Иртыше, куда доходил отряд Тимофея Ермака в последней экспедиции 1582 года, посёлок Усть-Шиш[52]
- Церковь во имя Святой Троицы 1915—1918, деревня Липовка
- Поселение «Качуково-I», юго-восточная окраина села Качуково
- Поселение «Качуково-IV» VI—IX века, юго-восточная окраина села Качуково, район старой школы
- Курганная группа «Усть-Тамак-II», 1,5 км юго-западнее деревни Усть-Тамак
- Курганная группа «Усть-Тамак-III» X—XII века, 3 км юго-западнее кладбища деревни Усть-Тамак
- Городище «Усть-Тамак-II», 1,5 км юго-западнее деревни Усть-Тамак
- Городище «Новоягодное-I» VI—XIII века, 1 км северо-западнее села Новоягодное
- 3 археологических памятника — поселения и курганная группа, деревня Таборы